# Luigi Augusto di Borbone
Louis Auguste de Bourbon, legitimé de France, duc du Maine (Saint-Germain-en-Laye, 31 marzo 1670 – Sceaux, 14 maggio 1736), è stato un nobile e militare francese.
Fu il primo figlio legittimato del re Luigi XIV di Francia e della sua seconda favorita Françoise-Athénaïs, marchesa di Montespan. Dichiarato legittimo, fu creato duca del Maine e d'Aumale, principe di Dombes e conte d'Eu

## Biografia
Primo dei figli sopravvissuti nati dalla relazione di Luigi XIV con la sua favorita, la marchesa di Montespan, nel 1673 venne legittimato dal padre e creato duca del Maine: nel 1681 gli vennero ceduti anche i titoli di principe di Dombes, duca d'Aumale e conte d'Eu, quelli a cui la duchessa di Montpensier, Anna Maria Luisa d'Orléans, aveva dovuto rinunciare per sposare il duca di Lauzun.
La sua educazione venne affidata alle cure di madame de Maintenon, che nel 1683 sposò morganaticamente suo padre.
Nel 1686 acquistò da Maria Giovanna Battista di Savoia, figlia di Carlo Amedeo di Savoia, duca di Nemours e d'Aumale, il ducato di Aumale, divenendo così duca d'Aumale.
Lasciò il titolo al figlio Carlo nel 1704 per riprenderselo alla morte di quest'ultimo, nel 1708.

### Matrimonio
Nel 1692 sposò Anna Luisa Benedetta di Borbone-Condé, figlia del quinto principe di Condé e di Anna Enrichetta del Palatinato, e nel 1694 venne investito di prerogative immediatamente inferiori a quelle dei principi del sangue; con l'editto del luglio 1714 fu poi riconosciuto, assieme al conte di Tolosa suo fratello, atto a succedere al trono in mancanza di principi legittimi.
Il matrimonio fu molto infelice poiché la duchessa si doleva di aver dovuto sposare un legittimato, e per questo era fonte di imbarazzo nei confronti del marito.

### Principe del sangue
Il 2 settembre 1715, morto il padre, venne privato del grado di comandante della casa militare del re, ma rimase tuttavia a corte come membro del consiglio di reggenza e soprintendente all'educazione dell'ancora minorenne nipote Luigi XV: nel 1718 il reggente Filippo II d'Orléans lo dichiarò decaduto dalle sue cariche e lo riportò alla condizione di semplice pari di Francia.

### Cospirazione di Cellamare
Si lasciò pertanto coinvolgere nella congiura ispirata dalla moglie con l'ambasciatore spagnolo Antonio di Cellamare, tesa ad affidare la reggenza a Filippo V di Spagna. Quando il complotto fu scoperto (1718), il duca di Maine fu imprigionato a Doullens: venne liberato nel 1720 e si ritirò nel castello di Sceaux.

## Discendenza
I duchi del Maine ebbero sette figli, di cui solo tre sopravvissero all'infanzia:
- Mademoiselle de Dombes, (11 - 15 settembre 1694);
- Luigi Costantino di Borbone, principe de Dombes (Versailles, 17 novembre 1695 - 28 settembre 1698);
- Mademoiselle d'Aumale (1697 - 24 agosto 1699);
- Luigi Augusto, principe de Dombes (Versailles 4 marzo 1700 - 1º ottobre 1755);
- Luigi Carlo, conte d'Eu (Sceaux 15 ottobre 1701 - 13 luglio 1775);
- Carlo di Borbone, duca d'Aumale (Versailles, 31 marzo 1704 - settembre 1708 a Sceaux);
- Luisa Francesca, mademoiselle du Maine (4 dicembre 1707 - 19 agosto 1743 al castello d'Anet).

## Ascendenza
|                                      |                                      |                                   | Genitori                  |  |  | Nonni |  |  | Bisnonni             |  |  | Trisnonni                  |  |
|                                      |                                      |                                   |                           |  |  |       |  |  | Enrico IV di Francia |  |  | Antonio di Borbone-Vendôme |  |
|                                      |                                      |                                   |                           |  |  |       |  |  | Enrico IV di Francia |  |  | Antonio di Borbone-Vendôme |  |
|                                      |                                      | Giovanna III di Navarra           |                           |  |  |       |  |  | Enrico IV di Francia |  |  |                            |  |
| Luigi XIII di Francia                |                                      |                                   |                           |  |  |       |  |  | Enrico IV di Francia |  |  |                            |  |
|                                      |                                      | Maria de' Medici                  | Francesco I de' Medici    |  |  |       |  |  |                      |  |  |                            |  |
|                                      |                                      | Maria de' Medici                  | Francesco I de' Medici    |  |  |       |  |  |                      |  |  |                            |  |
|                                      |                                      | Maria de' Medici                  | Giovanna d'Austria        |  |  |       |  |  |                      |  |  |                            |  |
| Luigi XIV di Francia                 |                                      | Maria de' Medici                  |                           |  |  |       |  |  |                      |  |  |                            |  |
|                                      |                                      | Filippo III di Spagna             | Filippo II di Spagna      |  |  |       |  |  |                      |  |  |                            |  |
|                                      |                                      | Filippo III di Spagna             | Filippo II di Spagna      |  |  |       |  |  |                      |  |  |                            |  |
|                                      |                                      | Filippo III di Spagna             | Anna d'Asburgo            |  |  |       |  |  |                      |  |  |                            |  |
| Anna d'Asburgo                       |                                      | Filippo III di Spagna             |                           |  |  |       |  |  |                      |  |  |                            |  |
|                                      |                                      | Margherita d'Austria-Stiria       | Carlo II d'Austria        |  |  |       |  |  |                      |  |  |                            |  |
|                                      |                                      | Margherita d'Austria-Stiria       | Carlo II d'Austria        |  |  |       |  |  |                      |  |  |                            |  |
|                                      |                                      | Margherita d'Austria-Stiria       | Maria Anna di Wittelsbach |  |  |       |  |  |                      |  |  |                            |  |
| Luigi Augusto di Borbone-Francia     |                                      | Margherita d'Austria-Stiria       |                           |  |  |       |  |  |                      |  |  |                            |  |
|                                      | Gaspard de Rochechouart de Mortemart | René de Rochechouart de Mortemart |                           |  |  |       |  |  |                      |  |  |                            |  |
|                                      | Gaspard de Rochechouart de Mortemart | René de Rochechouart de Mortemart |                           |  |  |       |  |  |                      |  |  |                            |  |
|                                      | Gaspard de Rochechouart de Mortemart | Jeanne de Saulx de Tavannes       |                           |  |  |       |  |  |                      |  |  |                            |  |
| Gabriel de Rochechouart de Mortemart | Gaspard de Rochechouart de Mortemart |                                   |                           |  |  |       |  |  |                      |  |  |                            |  |
|                                      |                                      | Louise de Maure                   | Charles de Maure          |  |  |       |  |  |                      |  |  |                            |  |
|                                      |                                      | Louise de Maure                   | Charles de Maure          |  |  |       |  |  |                      |  |  |                            |  |
|                                      |                                      | Louise de Maure                   | Diane de Pérusse des Cars |  |  |       |  |  |                      |  |  |                            |  |
| Françoise-Athénaïs di Montespan      |                                      | Louise de Maure                   |                           |  |  |       |  |  |                      |  |  |                            |  |
|                                      |                                      | Jean de Grandseigne               | Pierre de Grandseigne     |  |  |       |  |  |                      |  |  |                            |  |
|                                      |                                      | Jean de Grandseigne               | Pierre de Grandseigne     |  |  |       |  |  |                      |  |  |                            |  |
|                                      |                                      | Jean de Grandseigne               | Françoise Baillard        |  |  |       |  |  |                      |  |  |                            |  |
| Diana de Grandseigne                 |                                      | Jean de Grandseigne               |                           |  |  |       |  |  |                      |  |  |                            |  |
|                                      |                                      | Catherine de La Béraudière        | François de La Béraudière |  |  |       |  |  |                      |  |  |                            |  |
|                                      |                                      | Catherine de La Béraudière        | François de La Béraudière |  |  |       |  |  |                      |  |  |                            |  |
|                                      |                                      | Catherine de La Béraudière        | Anne Adrienne Frotier     |  |  |       |  |  |                      |  |  |                            |  |
|                                      |                                      | Catherine de La Béraudière        |                           |  |  |       |  |  |                      |  |  |                            |  |